# قصيصة خيرانية
القصيصة الخيرانية أو خردل الدبس[بحاجة لمصدر] أو حشيشة الحفَر أو خُبَّة (باللاتينية: Erysimum cheiranthoides) نوع نباتي عشبي ينتمي إلى جنس القصيصة من الفصيلة الصليبية. يشبه النبات جنس الخيري (باللاتينية: Cheiranthus) ومن هنا أخذ اسمه.

## البيئة والانتشار
موطنها أوروبا والمغرب العربي ووسط وشمال آسيا. وهو دخيل في الولايات المتحدة وكندا.

## الوصف النباتي
نمو النبات قائم وارتفاعه حوالي 15 سم (وفي بعض الحالات النادرة قد يصل إلى متر). أزهاره صفراء.
تحتوي بذوره على مادة كلوكوسينولات (بالإنجليزية: Glucosinolate)‏ السامة، لذا يعد هذا النوع ساماً للحيوانات (خاصة الأبقار والخنازير) إذا أكلت علفاً يحوي كمية كافية من بذوره.

### الفوائد الطبية
تتميز هذه النبتة بمذاقها الحار وذلك يشمل النبتة كلها حتى بذورها، والتي تنفع في علاج مرض الروماتزم. يمكن ايضًا ان تكون علاجًا للربو حيث يُصنع العلاج من عصير النبتة ويتم إضافة عسل والقليل من الخل. تستطيع البذور أن تقتل الدود المتواجد في المعدة والامعاء، وتستخدم احيانًا للحالات الهستيرية ولكن بكميات قليلة ومع وجوب متابعة العلاج لفترة معينة.